# Mathias Herrmann
Mathias Herrmann (ur. 16 lipca 1962 we Friedbergu) – niemiecki aktor filmowy, teatralny i telewizyjny.

## Życiorys

### Wczesne lata
Urodził się we Friedbergu w Hesji w rodzinie księgarzy. Jego młodszy brat Benjamin (ur. 1971) został producentem filmowym i dystrybutorem filmów.
W 1986 ukończył studia na wydziale aktorskim Otto-Falckenberg-Schule w Monachium. Jeszcze podczas studiów grał na scenie monachijskiego Kammerspiele, a potem w teatrach we Fryburgu Bryzgowijskim, Dortmundzie, Bremie, Bonn, Mannheim, Bazylei i Düsseldorfie.

### Kariera
Jego debiutem filmowym był występ w dramacie Dziewczyna z zapalniczkami (Das Mädchen mit den Feuerzeugen, 1987), współczesnej wersji baśni Andersena Dziewczynka z zapałkami. Międzynarodową uwagę przyciągnął w 1995 roku w głównej roli Becka w holenderskim miniseralu wojennym De Partizanen, który otrzymał wiele nagród oraz nominację do Emmy.
Jego przełom w karierze telewizyjnej była rola adwokata dr-a Johannesa Vossa w serialu kryminalnym ZDF Sprawa dla dwojga (Ein Fall für zwei, 1997−2000, odc. 149-182). Grał liczne wiodące role w udanych i nagradzanych niemieckich produkcjach telewizyjnych, w tym uhonorowany nagrodą Grimme Fantom (Das Phantom, 2000) w roli komisarza Fabera. W biograficznym dramacie historycznym John Rabe (2009) wystąpił jako Jochen Fließ.
Pojawił się w kilku odcinkach serialu kryminalnego RTL Kobra – oddział specjalny (Alarm für Cobra 11 – Die Autobahnpolizei), m.in. jako przestępca o imieniu/pseudonimie Jacoby (2006) i w kolejnych sezonach (2014–2015) wcielił się w prokuratora Thomasa Sandera.
Mathias Herrmann został również rzecznikiem audiobooków oraz członkiem Niemieckiej Akademii Telewizyjnej (Deutsche Akademie für Fernsehen).
Zamieszkał w Heidelbergu, jest żonaty z aktorką Nicole Averkamp i mają troje dzieci.

## Filmografia

### Filmy fabularne
- 1987: Dziewczyna z zapalniczkami (Das Mädchen mit den Feuerzeugen) jako gość hotelu
- 1987: Malwa (TV) jako Jakob
- 1990: Mademoiselle Ardel (TV) jako Nicolai Erdmann
- 1999: E-m@il an Gott (TV) jako Ralph Martin
- 2000: Fantom (Das Phantom, TV) jako komisarz Faber
- 2001: Przyjaciele Jezusa: Tomasz (Tommaso, TV) jako Longin
- 2001: Dziecko doskonałe (Das Baby-Komplott, TV) jako Stefan
- 2001: Verliebte Jungs (TV) jako Leo
- 2001: Judasz z Kariothu (Gli Amici di Gesù - Giuda, TV) jako Longin
- 2005: Boże Narodzenie (Joyeux Noël) jako niemiecki oficer w kwaterze głównej
- 2009: Joanna Trollope: In Boston liebt man doppelt (TV) jako Trewlaney
- 2009: John Rabe jako Jochen Fließ
- 2010: Pius XII pod rzymskim niebem (Sotto il cielo di Roma, TV) jako generał Karl Wolff
- 2011: Neue Chance zum Glück (TV) jako Immo Cremer
- 2011: Engel der Gerechtigkeit (TV) jako dr Florian Grohmer
- 2012: Przygody Hucka Finna (Die Abenteuer des Huck Finn) jako Licytator
- 2012: Marie Brand und das Lied von Tod und Liebe (TV) jako Claas Schubert

### Seriale TV
- 1987: Tatort (Miejsce zbrodni) jako Michael Scheibner
- 1995: Für alle Fälle Stefanie jako Herr Sutter
- 1997: Tatort (Miejsce zbrodni)
- 1997–2000: Sprawa dla dwojga (Ein Fall für zwei) jako dr Johannes Voss
- 1999–2000: Ritas Welt jako Wolli
- 2002: Für alle Fälle Stefanie jako Gerd Weiß
- 2003: Tatort (Miejsce zbrodni) jako Herbert Kern
- 2003: Hallo Robbie! jako Markus Hornung
- 2004: Krąg miłości (Familie Dr. Kleist) jako Klaus Kleist
- 2005: Tatort (Miejsce zbrodni) jako Mario Rehmer
- 2006: Kobra – oddział specjalny - odc.: Retrospekcja (Flashback) jako Jacoby
- 2006: Rosamunde Pilcher jako Samuel Ravenhurst
- 2006: W dolinie dzikich róż (Im Tal der wilden Rosen) jako David Wilkenbury
- 2007: Nasza farma w Irlandii (Unsere Farm in Irland) jako burmistrz Ewan Kinkade
- 2007: Hallo Robbie! jako Joachim Winter
- 2007: Rosamunde Pilcher jako Jacob Kilrush
- 2008: W dolinie dzikich róż (Im Tal der wilden Rosen) jako Küster
- 2014–2015: Kobra – oddział specjalny jako Thomas Sander
- 2019: Statek marzeń - Antigua (Das Traumschiff – Antigua) jako Frieder Heinemann